# Vesta Williams
Mary Vesta Williams (ur. 1 grudnia 1957 w Coshocton, zm. 22 września 2011 w El Segundo) – amerykańska piosenkarka r&b, występowała jako Vesta Williams i Vesta.
W latach 80. i na początku lat 90. miała szereg hitów na amerykańskiej liście przebojów US Billboard R&B, takich jak „Once Bitten, Twice Shy”, „Sweet Sweet Love”, „Congratulations” i „Special”.
22 września 2011 w pokoju hotelowym w Los Angeles znaleziono ciało wokalistki, przyczyną śmierci prawdopodobnie było przedawkowanie narkotyków.

## Dyskografia
- 1986: Vesta
- 1988: Vesta 4 U
- 1991: Special
- 1993: not-4-u
- 1998: Relationships
- 2000: Winning Combinations
- 2007: Distant Lover